# Aýna (kommunhuvudort)
Aýna är en kommunhuvudort i Spanien.   Den ligger i provinsen Provincia de Albacete och regionen Kastilien-La Mancha, i den centrala delen av landet, 250 km sydost om huvudstaden Madrid. Ayna ligger 712 meter över havet och antalet invånare är 943.
Terrängen runt Aýna är huvudsakligen lite kuperad. Aýna ligger nere i en dal. Runt Aýna är det mycket glesbefolkat, med 6 invånare per kvadratkilometer. Närmaste större samhälle är Elche de la Sierra, 11,4 km söder om Aýna. Omgivningarna runt Aýna är i huvudsak ett öppet busklandskap.